# Houssonloge
Houssonloge est un village de la commune d'Aywaille dans la province de Liège en Région wallonne (Belgique).
Avant la fusion des communes, Houssonloge faisait partie de la commune de Harzé.

## Situation
Ce village ardennais se situe le long de la N.30 qui va d'Aywaille à Bastogne. Il se trouve sur la ligne de partage des eaux des bassins de l'Ourthe et de l'Amblève. En effet, au sud du village, la Lembrée appelée localement ruisseau du Pouhon rejoindra l'Ourthe à Vieuxville tandis qu'au nord, le ruisseau du Fond de Harzé prend sa source près du village et se jettera dans l'Amblève à Aywaille.

## Description
Le village initial était composé de quelques maisons et fermettes bâties en grès  principalement dans la rue du Pré Clamin. La chapelle construite aussi en grès et dédiée à Saint Edgard et à Notre-Dame de l'Immaculée Conception, date de 1925 et s'inspire du style néo-roman.
La chapelle Saint-Edgard fut construite dans les années 1920 sur un terrain acheté au baron de Favereau par la veuve d’Edgar de Potter d’Indoye, propriétaire du château de Harzé, pour répondre au voeu de son défunt mari : permettre aux habitants du petit hameau de ne plus courir à Sainte-Anne ou à Harzé pour assister à la messe et vivre leur foi.

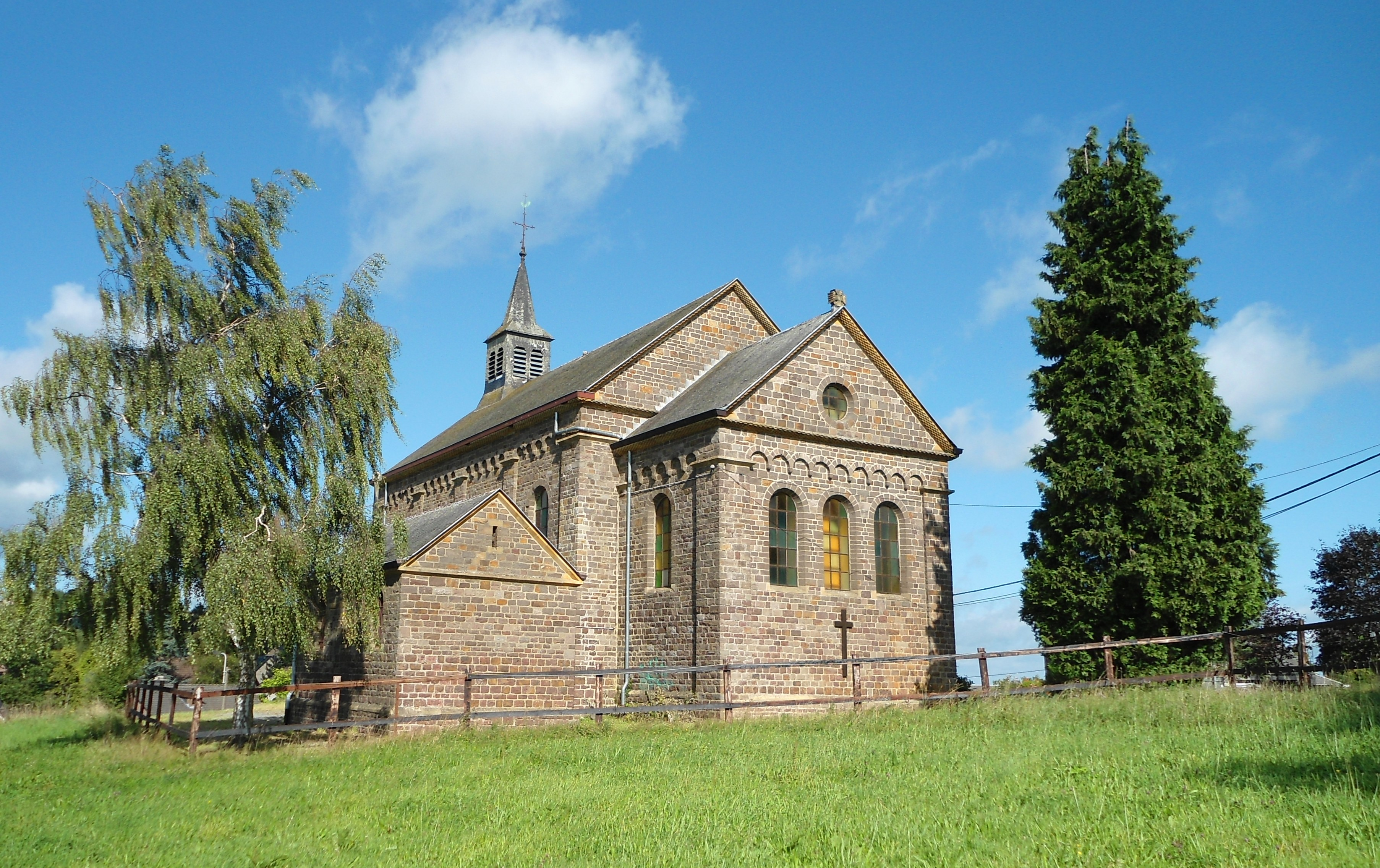
La chapelle de Houssonloge.

La construction de l'autoroute E25 dont la sortie 47 se situe non loin du village a encouragé depuis les années 1980 la construction de nombreuses habitations de part et d'autre de la N.30 ainsi que la création d'une zone d'activité économique sur les hauteurs proches de l'autoroute.